# 장편 영화
장편 영화(長篇映畵)는 상영 시간이 긴 영화를 가리킨다. 길이의 명확한 구분은 없지만, 엔드 크레딧을 포함한 주요 1시간 이상이다.
상업 엔터테인먼트 프로그램의 주요 또는 단독 프레젠테이션으로 간주될 만큼 실행 시간이 긴 내러티브 영화이다. 장편 영화라는 용어는 원래 단편 영화와 종종 뉴스 릴을 포함하는 영화 프로그램의 주요 장편 영화를 가리켰다. 특히 미국과 캐나다의 마니티(Matinee) 프로그램에는 일반적으로 만화, 최소 주간 연재물, 일반적으로 주말에 두 번째 장편 영화도 포함되었다.
카비리아(1914년), 국가의 탄생(1915년) 등을 포함한 초기 장편 영화가 존재한다.

## 같이 보기
- 단편 영화